# Een dagje Dédé
Een dagje Dédé is het 133ste stripverhaal van De Kiekeboes. Dit album voor de reeks van Merho werd door striptekenaar Kristof Fagard getekend, inkt door Peter Koeken. Het album verscheen op 10 oktober 2012.

## Verhaal
Er zijn werken bij de Kiekeboes in de straat, en dus moet Marcel zich met het openbaar vervoer verplaatsen. Ondertussen wordt Balthazar voor de 99e keer veroordeeld. Hij probeert bij de Ribbedebiegevangenis binnen te komen, maar er is alleen nog plaats bij Dédé. Balthazar vindt dit goed en mag bij Dédé intrekken, tot diens grote ergernis; hij plande een ontsnappingspoging en met Balthazar loopt altijd alles mis.
Charlotte, Fanny en Konstantinopel gaan shoppen, en Marcel blijft thuis. Ondertussen is Dédé (samen met Balthazar) ontsnapt en achtervolgt hij Marcel. Uiteindelijk weet Marcel te ontsnappen aan beide slechteriken en gaat hij terug in zijn ligzetel liggen, terwijl de rest thuiskomt en vertelt wat ze gezien hebben, terwijl Marcel daar zogezegd maar de hele tijd gelegen heeft.

## Trivia
- In de cel van Dédé hangt een bordje "Hier vloekt men niet", dat te zien is uitgerekend op het moment dat Dédé "Merde!" zegt.
- Pagina 17 bevat een fout. De lijkwagen remt hevig, en als gevolg daarvan vliegt de lijkkist achteruit. In werkelijkheid zou de kist vooruit vliegen.
- De trein waarin Kiekeboe vlucht op pagina 38, is een AM75. De locomotief waarmee Dédé en Balthazar hem achternagaan, is een HLR 77. Ze komen aan in het station Antwerpen-Centraal.
- Dit verhaal heeft - in tegenstelling tot andere Kiekeboe-verhalen - amper een echte verhaallijn, maar is een lang kat-en-muisspel tussen Dédé en Kiekeboe.